# Saint-Bonnet-des-Quarts
Saint-Bonnet-des-Quarts – miejscowość i gmina we Francji, w regionie Owernia-Rodan-Alpy, w departamencie Loara. Nazwa miejscowości pochodzi od imienia św. Boneta.
Według danych na rok 1990 gminę zamieszkiwało 366 osób, a gęstość zaludnienia wynosiła 11 osób/km² (wśród 2880 gmin regionu Rodan-Alpy Saint-Bonnet-des-Quarts plasuje się na 1266. miejscu pod względem liczby ludności, natomiast pod względem powierzchni na miejscu 173.).